# 黒澤進
黒沢 進（くろさわ すすむ、1954年9月5日 - 2007年4月19日）は、日本の音楽評論家。「GS研究家」の肩書きを掲げ、グループ・サウンズ研究及び評論の草分けとして常に第一線で活躍。グループ・サウンズを中心にロカビリーやフォークなど、1960年代前後の和製ポップスに関する評論や解説を専門とした。
特にグループ・サウンズに関しては、独自の観点から、GS全盛期に世に出ながらマイナーで終わったグループを『B級GS』（もしくは、『カルトGS』）、或いはソロ歌手によるGS風の楽曲を『一人（ひとり）GS』とそれぞれ名付け、それらの概念を作り上げた。また、これら『B級GS』を中心とした和製ポップスの埋もれていた音源の発掘、及びGSの元メンバーの証言の採集にも尽力した。

## 来歴
1954年9月、秋田県に生まれる。中学時代にグループ・サウンズのブームが到来、「日本語で洋楽っぽいものが聞ける」というGSの魅力にとりつかれ、それ以来毎日、GSと名の付くものは全てテープに録音、或いはメモをとるという生活をおくる。こうした記録を付け始めた動機を本人は「子供心に『これは後世にまで残すべき』という予感みたいなものがあった」と後年語っている。またその当時から既に、あまり売れていない（もしくは誰も知らない）マイナーなGSに、特に関心を持っていたという。
1970年代に入り、グループ・サウンズのブームの退潮と共に、音楽そのものへの関心が薄れる。ただし別格だったのが、早川義夫と高田渡だったといい、自著に特に好んでジャックスを取り上げたり、1970年代の所謂URC系フォークに関しても数多くの評論を残したのは、この辺りに由来する。1986年に高護によって発行された「定本ジャックス Jacks Complete」の制作にも協力している。
1980年代に入り、ふとしたきっかけで自身のグループ・サウンズへの熱が再燃、改めてGSの研究に取り組み始める。1982年から1985年にかけて、『資料 日本ポピュラー史研究』を自費出版の形で世に出す（1982年・『（上巻）－「ロカビリー～カバー」と「エレキ」編』、1983年・『（下巻）－「GS」と「カレッジ・フォーク」編』、1985年・『（補巻）』）。
1986年、大手の徳間書店より、本人曰く「クラいGS少年だった私の総決算報告書」という『熱狂! GS図鑑』を上梓。有名無名を問わず、大手レコード会社からデビューしたGSの大半について、それらのディスコグラフィーを網羅したもので、「B級GS」「一人GS」といった概念は本書に由来するものである。
1992年、この年より順次リリースが始まった、「B級GS」の楽曲のみを集めたコンピレーション・アルバム『カルトGSコレクション』を、シリーズを通して監修及び解説。
1994年、「熱狂! GS図鑑」に自主製作盤などの新たに発掘・判明した分を増補した形で、「長年の研究の成果」として『日本ロック紀GS編』をシンコー・ミュージックより上梓。ここに至るまでにはグループ・サウンズをめぐる状況も大きく変わり、「世界には通用しない」とされたGSの楽曲が海外で海賊盤ながらも発売されたり、海外由来ながらもGSの楽曲との類似点が多い「ガレージロック」が知られるようになったことから、黒沢本人も「GSは日本独自の音楽形態」という視点をさらに広げ「GS的なものほど海外で受ける事を知ったので『世界に通用するGS』というものを積極的に探すことにした」といった主張を始めている。
2000年代に入ってからは、レコードとして発売された音源のCD化がほぼ完了したこともあり、レコーディングされながら未発表となっていた作品や、グループ・サウンズが出演した映画用に録音された所謂「別テイク音源」の発掘に積極的に取り組んでいた。
2007年4月19日、肺炎により急逝。享年52。

## 黒沢によるグループ・サウンズの分類及び評価

### グループ・サウンズの「定義」
黒沢が自著で行ってきたグループ・サウンズ（以下GS）の分類や定義は、飽くまでも後天的なものであり、かつ黒沢のファンとしての思い入れも含めた独断のものである。
その全盛期当時、GSの定義は特に明確ではなく、曖昧であった。楽器を演奏しながら唄うグループを全てひっくるめて、ムード歌謡コーラスのグループや果ては海外のロックバンドに至るまで「グループ・サウンズ」と称した事例もあった。さらには楽器を持たないコーラスグループでさえもGSに分類されたケースもある。
そこで黒沢は自著において、基本的なGSの「定義」を、ビートルズなど欧米で流行した音楽に影響を受けた形の「ボーカル・アンド・インストゥルメンタルグループ」としていた。また、GSの「起源」を、ジャッキー吉川とブルーコメッツ（「青い瞳」）やザ・スパイダース（「ノー・ノー・ボーイ」）がそれぞれポップスに傾倒したオリジナル作品を洋楽レーベルから発表した、1966年初頭の時点と位置付け、さらにその「終期」を、フォークソングやニュー・ロック (音楽)などの次のムーブメントに取って代わられ、GSという形態が殆ど見られなくなった1970年としていた。これより時期的には、1966年から1969年までにデビューしたグループを紹介していた（厳密には1966年以前にデビューしたグループもいくつか含まれるが、そうしたグループについては、1966年以前に発表したレコードの紹介を基本的には割愛していた）。
具体的には、「熱狂! GS図鑑」では『ボーカルと演奏が同じ比重でメンバー自身によって行われる音楽』、また「日本ロック紀GS編」においては『1966年から(19)69年にかけて日本に登場してきた、ロック／ポップをレパートリーとする、電気楽器主体の小編成（概ね4～6人）の演奏歌唱集団』と、GSの「定義」を紹介している。
また「熱狂! GS図鑑」では、下記に示したグループについては、「GSとは言えない」という理由から掲載を除外していた。
- 歌謡曲的グループ（ピンキーとキラーズ、チコとビーグルズ等）
- ロック・R＆B・前衛的グループ（パワーハウス等）
- カレッジ・フォークグループ（リガニーズ等）
- アイドル的コーラスグループ（ジャニーズ等）
- 時期的に早すぎるもの（東京ビートルズ等）
- 時期的に遅すぎるもの（PYG等、1970年以降にデビューしたグループ）

これらの「定義」や除外分の扱いについては、自著のなかでは基本的にずっと変わることはなかった。

### 「歌謡曲化」前と「歌謡曲化」後
前述のとおり、GSにのめり込むようになる発端が「日本語で洋楽っぽいものが聞ける」ことだったため、黒沢はGS初期（主に1966年～1967年）の「古き良きGSとリバプールサウンドの蜜月時代」（黒沢談）に強い思い入れがあり、さらに黒沢は「日本的な制約のなかで行われた洋楽志向こそGSの魅力」とまで言い切っていた。

そういった視点や主張が根幹にあったため、黒沢の著書では、洋楽志向が根強かったGS初期から中期までが重点的に紹介されていた。
それゆえに、1968年後期より顕著になってきたGSの「歌謡曲化」（従来の歌謡曲への同化）に対しては、GSの良さであった洋楽志向を破壊しジャンル衰退の一因になったとして、厳しく論じる傾向があった。例えばブルーコメッツに関しては、歌謡曲化の先鞭を付けたとして、「歌謡曲化」以後の評価は非常に辛辣である。
ただし自身の晩年になってからは、「歌謡曲化」後に現われた、GSによるムード歌謡調の作品及び歌謡曲に傾倒したグループに関して「（GSの本筋からは外れるが）これはこれで、また違った魅力があって面白い」などと、軟化したかのような評価を行うケースも見られた。

## 参考資料
- 黒沢進　『熱狂! GS図鑑』　徳間書店、1986年1月初版発行、ISBN 4195532043
- 黒沢進　『日本ロック紀GS編』　シンコー・ミュージック、1994年10月初版発行、ISBN 4401613775

## それ以外の主な著書
- 『日本ロック紀GS編コンプリート』 シンコー・ミュージック、2007年9月初版発行、ISBN 4401631501

『日本ロック紀GS編』の増補版。GSディスコグラフィーをオールカラーで掲載。
- 『Hotwax責任編集 黒沢進著作集 Susumu kurosawa Works vol.1』 シンコー・ミュージック、2007年12月初版発行、ISBN 4401751183

生前に残した連載、コラムなどの文章、著作をまとめたもの。
- 『Hotwax 責任編集 日本の60年代ロックのすべて COMPLETE Susumu Kurosawa Works vol.2 ロカビリー登場からGS革命まで』 シンコー・ミュージック、2008年2月初版発行、ISBN 4401751191

『資料 日本ポピュラー史研究』を単行本として加筆のうえ一本化したもの。ロカビリー、GSの関係者やOBに行なったインタビューも可能な限り収録。